# HD 159517
HD 159517，又名CP-85 469，SAO 258779、HR 6552，是一颗恒星，视星等为6.45，位于銀經308.13，銀緯-26，其B1900.0坐标为赤經17h 29m 59.3s，赤緯-85° -26′ 34″。